# 2019年世界水泳選手権ガボン選手団
2019年世界水泳選手権ガボン選手団は、2019年7月12日から7月28日まで韓国の光州で開催された第18回世界水泳選手権のガボン選手団、およびその競技結果。

## 選手団
- 人員: 選手 2人

## 選手名簿・結果
| 選手           | 種目          | 予選   | 予選  | 準決勝   | 準決勝   | 決勝     | 決勝     |
| 選手           | 種目          | 結果   | 順位  | 結果     | 順位     | 結果     | 順位     |
| -------------- | ------------- | ------ | ----- | -------- | -------- | -------- | -------- |
| アダム・ムパリ | 男子50m自由形 | 30秒26 | 128位 | 予選敗退 | 予選敗退 | 予選敗退 | 予選敗退 |
| アヤ・ムパリ   | 女子50m自由形 | 32秒68 | 93位  | 予選敗退 | 予選敗退 | 予選敗退 | 予選敗退 |

出場した2人は兄妹である。